# Saint-Thurien (Eure)
Saint-Thurien és un municipi francès situat al departament de l'Eure i a la regió de Normandia. L'any 2007 tenia 204 habitants.

## Demografia

### Població
El 2007 la població de fet de Saint-Thurien era de 204 persones. Hi havia 81 famílies de les quals 12 eren unipersonals (4 homes vivint sols i 8 dones vivint soles), 36 parelles sense fills, 29 parelles amb fills i 4 famílies monoparentals amb fills.
La població ha evolucionat segons el següent gràfic:
Habitants censats

### Habitatges
El 2007 hi havia 94 habitatges, 80 eren l'habitatge principal de la família, 8 eren segones residències i 6 estaven desocupats. 90 eren cases i 1 era un apartament. Dels 80 habitatges principals, 67 estaven ocupats pels seus propietaris, 9 estaven llogats i ocupats pels llogaters i 4 estaven cedits a títol gratuït; 3 tenien dues cambres, 9 en tenien tres, 20 en tenien quatre i 48 en tenien cinc o més. 67 habitatges disposaven pel capbaix d'una plaça de pàrquing. A 27 habitatges hi havia un automòbil i a 49 n'hi havia dos o més.

### Piràmide de població
La piràmide de població per edats i sexe el 2009 era:
| Homes | Edats   | Dones |
| ----- | ------- | ----- |
| 0     | 95 o +  | 0     |
| 0     | 90 a 94 | 0     |
| 4     | 85 a 89 | 0     |
| 0     | 80 a 84 | 8     |
| 0     | 75 a 79 | 0     |
| 0     | 70 a 74 | 0     |
| 0     | 65 a 69 | 0     |
| 0     | 60 a 64 | 4     |
| 16    | 55 a 59 | 4     |
| 4     | 50 a 54 | 16    |
| 0     | 45 a 49 | 0     |
| 12    | 40 a 44 | 12    |
| 16    | 35 a 39 | 4     |
| 12    | 30 a 34 | 12    |
| 8     | 25 a 29 | 12    |
| 0     | 20 a 24 | 0     |
| 8     | 15 a 19 | 0     |
| 8     | 10 a 14 | 8     |
| 4     | 5 a 9   | 4     |
| 0     | 0 a 4   | 8     |

## Economia
El 2007 la població en edat de treballar era de 145 persones, 105 eren actives i 40 eren inactives. De les 105 persones actives 94 estaven ocupades (54 homes i 40 dones) i 11 estaven aturades (3 homes i 8 dones). De les 40 persones inactives 17 estaven jubilades, 16 estaven estudiant i 7 estaven classificades com a «altres inactius».

### Ingressos
El 2009 a Saint-Thurien hi havia 83 unitats fiscals que integraven 211 persones, la mediana anual d'ingressos fiscals per persona era de 19.590 €.

### Activitats econòmiques
Dels 8 establiments que hi havia el 2007, 1 era d'una empresa de construcció, 4 d'empreses de comerç i reparació d'automòbils, 1 d'una empresa d'hostatgeria i restauració, 1 d'una empresa d'informació i comunicació i 1 d'una empresa de serveis.
L'any 2000 a Saint-Thurien hi havia 9 explotacions agrícoles que ocupaven un total de 385 hectàrees.

## Poblacions més properes
El següent diagrama mostra les poblacions més properes.